# Târnava (okręg Dolj)
Târnava – wieś w Rumunii, w okręgu Dolj, w gminie Radovan. W 2011 roku liczyła 255 mieszkańców.